# Klebfachkraft
Klebfachkraft, englisch European Adhesive Specialist (EAS), ist eine Bezeichnung für qualifizierte Mitarbeiter von Klebstoffanwendern aus Industrie und Handwerk, von Klebstoffherstellern bzw. von Vertriebspersonal, welche durch eine spezielle Weiterbildungsmaßnahme umfangreiches Wissen im Bereich der Klebtechnik erworben haben. 
Die Klebfachkraft stellt die mittlere Stufe des zurzeit insgesamt dreistufigen Weiterbildungssystems in der Klebtechnik dar (siehe auch Klebpraktiker, Klebfachingenieur). Lehrgänge zur Qualifizierung und Prüfung für Klebfachkräfte wurden  erstmals im Jahre 1994 angeboten und durchgeführt.

## Tätigkeitsfeld
Ziel der Weiterbildung ist es, die Klebfachkraft für folgende Aufgaben zu qualifizieren:
- fachgerechte Ausführung von Klebungen
- Anleitung von ausführendem Personal
- Erstellung von Arbeitsanweisungen für klebtechnische Prozesse
- Überwachung klebtechnischer Prozesse
- Identifizierung und Abstellung von Prozessmängeln bei der Verarbeitung von Klebstoffen

Mit der im Jahre 2003 erschienenen DVS-Richtlinie 3310, welche die betrieblichen Anforderungen bei der Durchführung klebtechnischer Prozesse regelt, kommt der Klebfachkraft in besonderen Fällen zusätzlich die Aufgabe der Designprüfung geklebter Verbindungen zu.

## Weiterbildung zur Klebfachkraft
Den Rahmen der Weiterbildung und Prüfung zur Klebfachkraft legen die harmonisierten Richtlinien DVS-EWF 3301 (für Deutschland) bzw. EWF 516-01 (für Europa) fest. Analog zum Weiterbildungsangebot in der Schweißtechnik kann die Maßnahme nur von speziell dafür zugelassenen Bildungseinrichtungen angeboten und durchgeführt werden. 
Die Ausbildungsdauer beträgt 120 Unterrichtseinheiten à 50 Minuten (z. B. 3-wöchiger Vollzeitlehrgang), welche bei Bedarf beliebig geteilt werden können. 
Der Lehrgang gliedert sich in drei Module à 40 Unterrichtseinheiten, wobei im ersten Modul Grundlagenwissen (Vorteile und Grenzen der Klebtechnik, Adhäsion, Kohäsion, Systematik der Klebstoffe, Verarbeitung, Eigenschaften verschiedener Klebstofftypen) und in den beiden nachfolgenden Modulen aufbauendes Wissen (u. a. Prüftechnik, Kleben diverser Materialien, Klebstoffauswahl, Qualitätssicherung, klebgerechte Konstruktion, Hybridfügen) vermittelt wird. Der theoretische Unterricht wird durch praktische Übungen begleitet und ergänzt.
Die Prüfung besteht aus einer Kombination von schriftlichen, praktischen und mündlichen Einzelprüfungen. Nach erfolgreichem Abschluss wird dem Absolventen das DVS-Zeugnis "Klebfachkraft" und das EWF-Diplom "European Adhesive Specialist (EAS)" erteilt.